# قرقف كبير

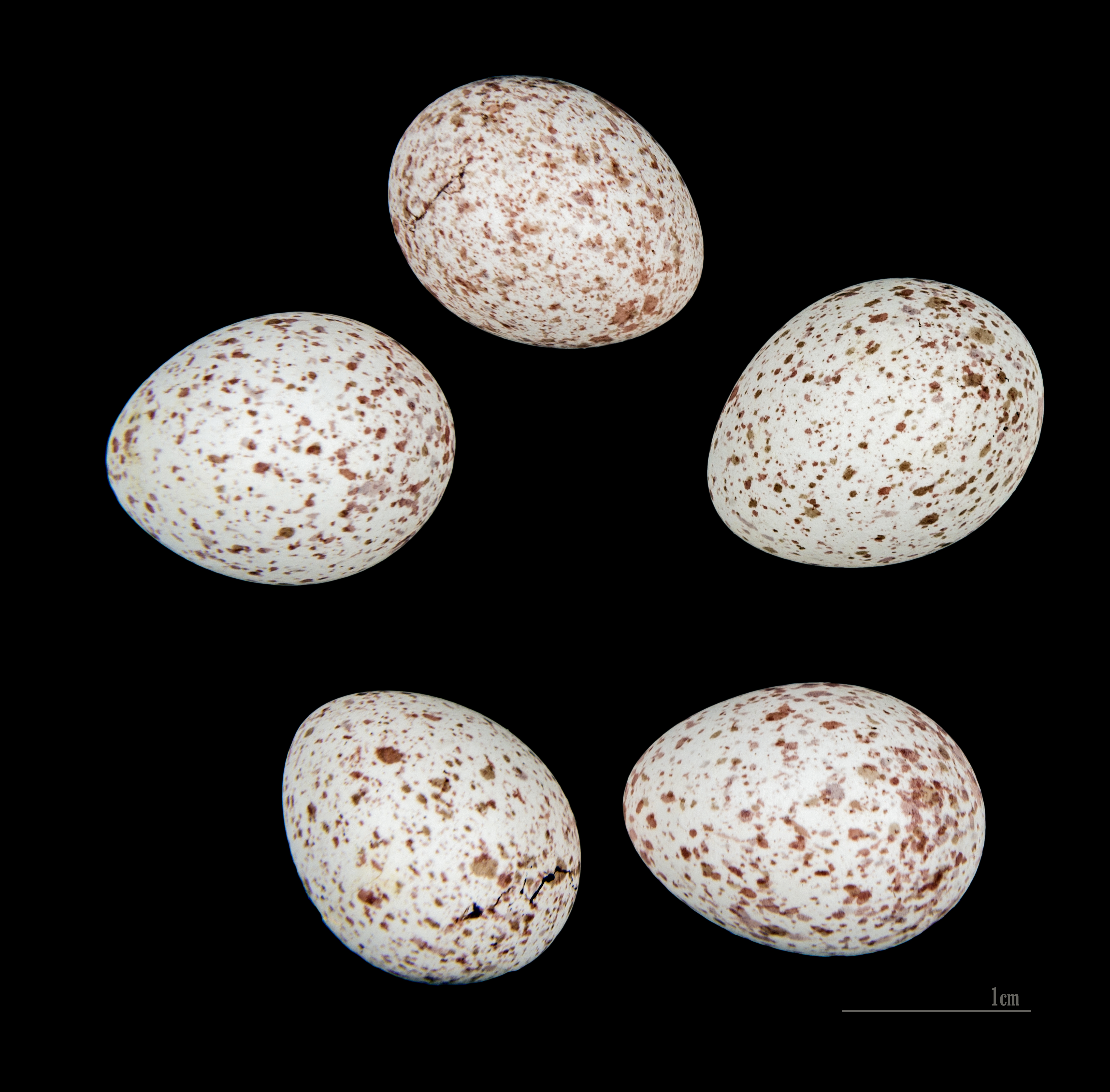
Parus major

قرقف كبير (الاسم العلمي: Parus  major) (بالإنجليزية: Great  Tit) هو طائر ينتمي إلى قرقف (فصيلة: Paridae). وهو نوع واسع الانتشار وشائع في جميع أنحاء أوروبا والشرق الأوسط ووسط وشمال آسيا، وأجزاء من شمال أفريقيا حيث يقيم بشكل عام في أي نوع من الغابات. معظم طيور القرقف الكبير لا تهاجر إلا في فصول الشتاء القاسية للغاية.